# E poi siamo arrivati alla fine
E poi siamo arrivati alla fine è il romanzo d'esordio dello scrittore statunitense Joshua Ferris.

## Trama
Prima della crisi del nuovo millennio l'ambiente lavorativo di un'importante agenzia pubblicitaria di Chicago sembrava un palcoscenico da gossip. Si lavorava poco, si guadagnava bene e c'era tempo per chiacchiere e scherzi. Giovani rampanti ed esperti pubblicitari convivevano tra competizione, disprezzo, stima ed affetto.
Tutti conoscono i dettagli più minuti della vita dei colleghi; le piccole gioie ed i grandi dolori vengono condivisi con distaccato cinismo soprattutto quando la schiera di colleghi inizia ad assottigliarsi.

## Tecnica narrativa
La narrazione in prima persona plurale è la caratteristica che rende originale questo romanzo, uno dei pochissimi in cui viene utilizzata in maniera quasi esclusiva.